# Faust (film 1910)
Faust è un cortometraggio muto del 1910, diretto da Henri Andréani, David Barnett e Enrico Guazzoni. Il film si basa sull'opera  Faust di Charles Gounod e sul libretto di Jules Barbier e Michel Carré.

## Trama
Il dottor Faust è continuamente ossessionato dalla sua ricerca del sapere e del piacere assoluto.
Un giorno, nel suo studio, gli appare il demone Mefistofele sotto sembianze umane che gli propone un accordo: un'intera vita di piacere totale in cambio della vita della sua fidanzata Margherita.
Faust accetta ma presto è costretto a rendersi conto dell'impossibilità di varcare i confini della conoscenza e dei limiti imposti da Dio.

## Produzione
Il film fu prodotto dalla Pathé Frères (con il nome Série d'Art Pathé Frères [SAPF]).

## Distribuzione
Il film uscì nelle sale cinematografiche nel 1910: nel Regno Unito, venne distribuito dall'Animatophone in giugno, in Francia dalla Pathé Frères il 27 giugno 1910 e negli USA dalla General Film Company il 16 giugno 1911, importato dalla Pathé Frères.